# 福岡市立板付北小学校
福岡市立板付北小学校（ふくおかしりつ いたづけきたしょうがっこう）は、福岡県福岡市博多区板付二丁目にある小学校。

## 沿革
- 1974年 - 福岡市立板付小学校、福岡市立宮竹小学校、福岡市立那珂小学校から分離独立し開校
- 1985年 - 福岡市立弥生小学校を分離

## 通学区域
博多区の以下の地区。
- 板付1 - 5,7丁目（3丁目と7丁目は一部）、大字板付
- 西月隈1,3,5丁目（それぞれ一部）

博多区中央部の御笠川の両岸、福岡空港の南西を校区とする。ほぼ全域にわたって住宅地である。
中学校は板付中学校の校区となる。

### 校区内の主な施設
- 板付遺跡
- 板付八幡神社
- 通津寺
- 福岡市立南福岡特別支援学校
- わかば保育園

### 校区が隣接する小学校
- 福岡市立月隈小学校
- 福岡市立板付小学校
- 福岡市立弥生小学校